# バチカンの国旗
バチカンの国旗は黄と白の縦二色旗であり、旗尾側の白地中央に、国章に近い紋章を配した旗。長方形ではなく正方形。紋章は金と銀の鍵（聖ペテロに与えられた「天国の鍵」）、および教皇冠がデザインされている。
1929年にローマ教皇ピウス11世がラテラノ条約を結び、バチカンの領域や主権が確定されるのに伴って、旗も制定された。以前の教皇領の旗に紋章を加えたデザインに近くなっている。

? 教皇領の旗、～1808年
? 教皇領の旗、1803年～1825年
?教皇領の旗、1825年～1870年
?ローマ共和国として使われた旗の一つ、1849年
?教皇領の旗、1808年～1870年
スイス衛兵の旗
?現在の国旗（縦横比2:3の別タイプ）

## 異なるデザイン
教皇冠の下部は本来白色だが、赤色に着色されたバージョンが誤って用いられる事例がしばし発生している。誤ったバージョンの国旗が広まった背景には、ウィキメディア・コモンズに投稿されたFile:Flag of the Vatican City.svgの2006年から2007年および2017年から2022年までのバージョンで教皇冠の下部を赤色にしていたことが挙げられている。国旗の絵文字でも同様に誤ったバージョンが用いられている。なお教皇庁の紋章の教皇冠の下部は赤色で、混同された可能性が指摘されている。

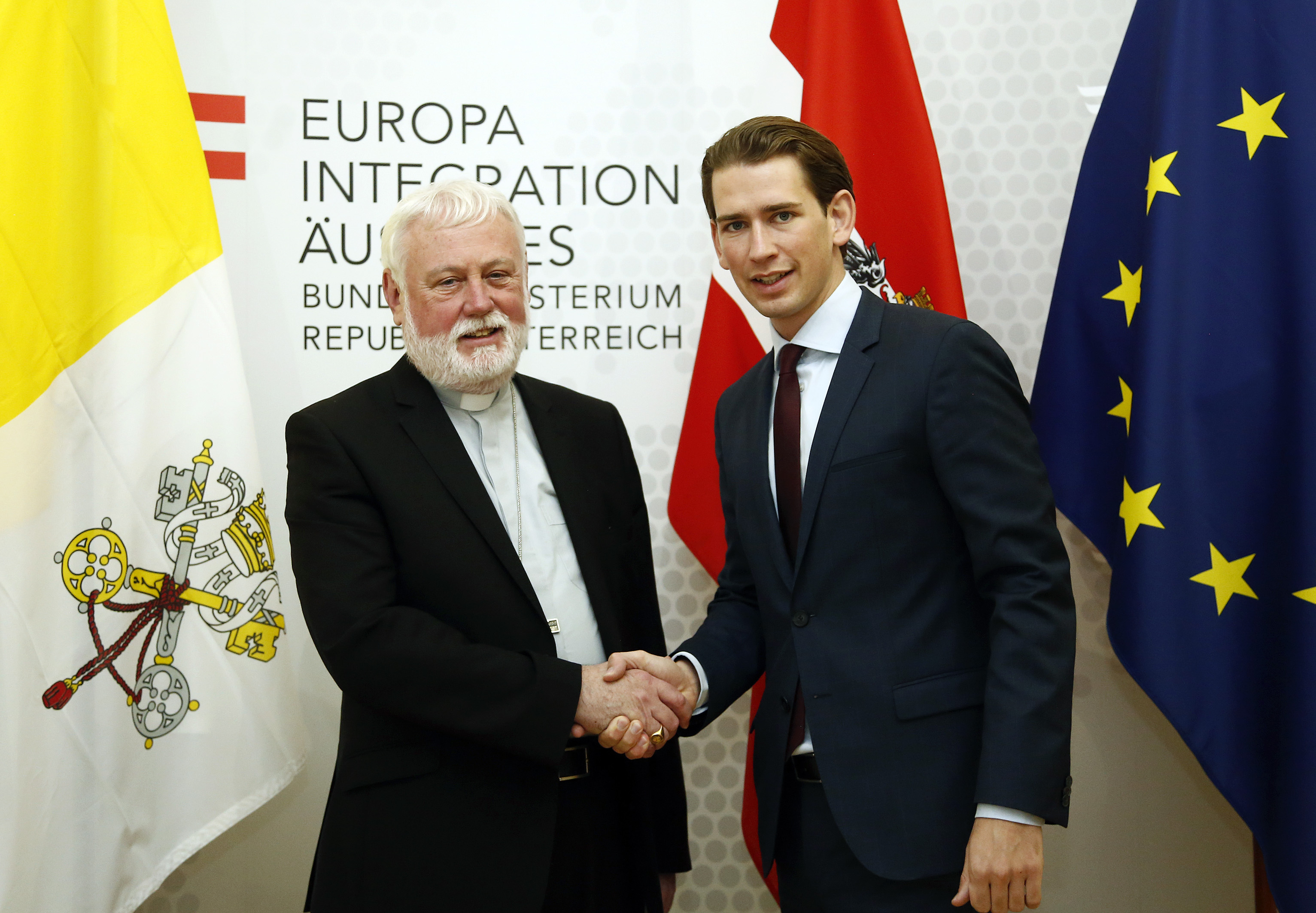
オーストリア首相との会談にて（2015年）。本来の教皇冠の配色。
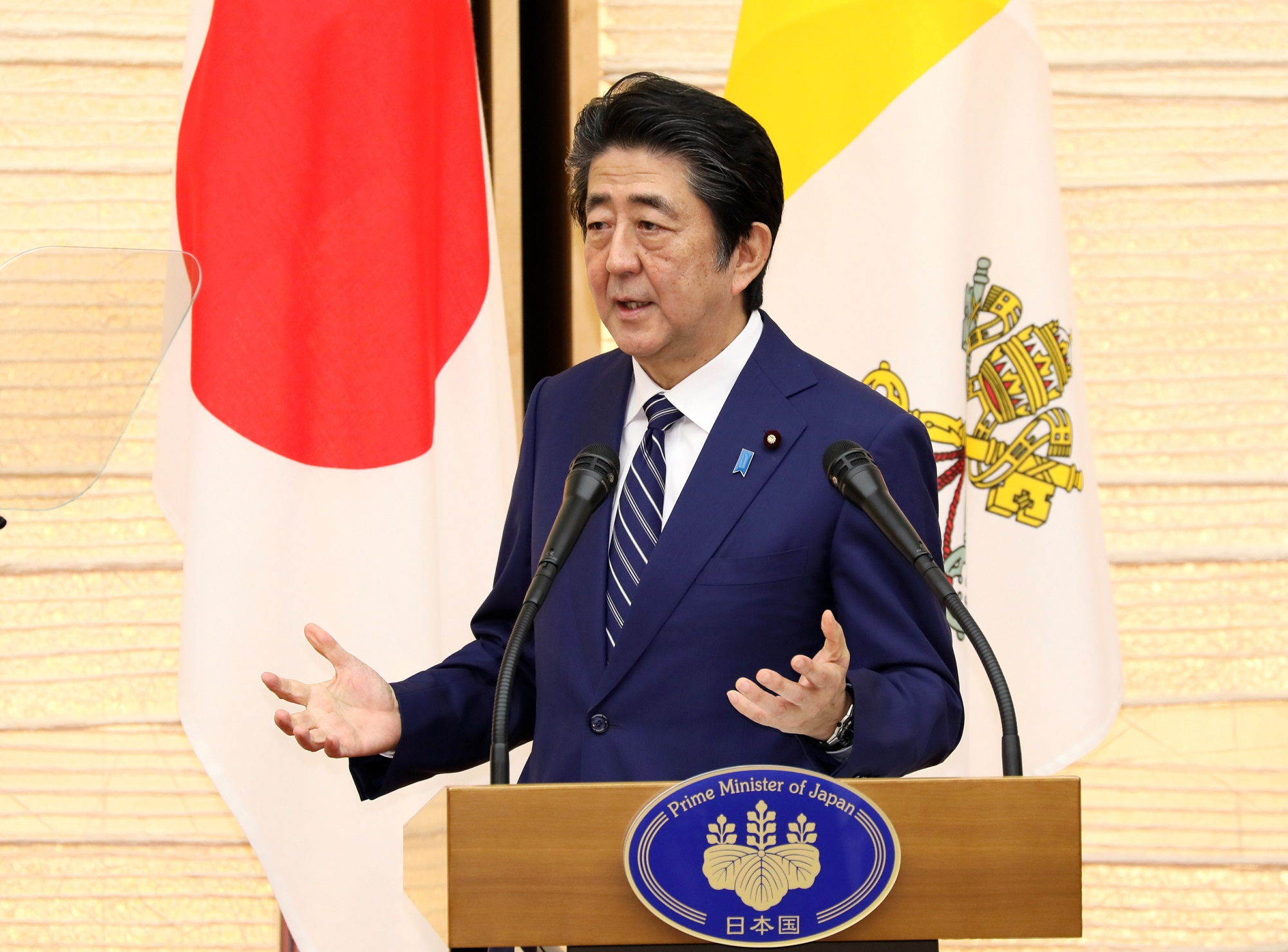
日本・バチカン首脳会談にて（2019年）。教皇冠の下部を赤色にしており、誤りとされる。
教皇庁の紋章